# La filla d'algú
La filla d'algú és una pel·lícula catalana col·lectiva del 2019 dirigida per Marcel Alcántara, Gerard V. Cortés, Júlia de Paz, Sara Fantova, Guillem Gallego, Celia Giraldo, Alejandro Marín, Valentín Moulias, Pol Vidal, Enric Vilageliu i Carlos Villafaina, tots ells alumnes de la XX Promoció de l'ESCAC - Escola Superior de Cinema i Audiovisuals de Catalunya, productora de la pel·lícula, i plantejada com a treball de final de carrera. És gravada en català i castellà i protagonitzada per Aina Clotet. Després de ser projectada al Festival de Màlaga i al BCN FILM FEST, fou estrenada al cine Texas de Barcelona el 24 de maig de 2019.

## Sinopsi
Elisabet és una advocada de 30 anys, de classe alta i que està embarassada. És filla d'un reconegut advocat de Barcelona, i plegats es disposen a celebrar la vista oral d'un judici mediàtics que porta temps preparant, però el mateix dia del judici el pare desapareix. En la recerca del seu pare Elisabet descobrirà una realitat que posarà de cap per avall la seva estabilitat familiar i emocional.

## Repartiment
- Aina Clotet - Elisabet
- Rosa Cadafalch - Teresa
- Enric Auquer - Josep
- Mercè Pons - Sara
- Ramon Vilageliu - Felip
- Marta Aguilar - Claudia
- Pep Ambròs - Marc

## Crítiques
| «                                | "Signada per 11 directors en el seu últim any a l'ESCAC, té una solidesa difícil de trobar (...) Sense primers plans i amb la càmera sempre en moviment, pur estrès. (…) Puntuació: ★★★ (sobre 5)" | » |
| — Quim Casas: Diari El Periódico | |   |

## Premis i nominacions
Al Festival de Màlaga de 2019 va guanyar el Premi Movistar+ i la Bisnaga de Plata a la millor actriu-Zonacine (Aina Clotet). També fou candidata a la Violette d'Or del Festival de Cinema d'Espanya de Tolosa de Llenguadoc. També fou exhibida al Festival Pelikula de les Filipines i Aina Clotet fou nominada al Gaudí a la millor actriu.